# Parks and Wildlife Services
Parks and Wildlife Services ist eine Behörde im australischen Bundesstaat Western Australia, welche für Naturschutzgebiete zuständig ist.
Bis 2017 war sie unabhängig unter dem Namen Department of Parks and Wildlife tätig, diese verschmolz aber mit den Behörden Botanic Gardens and Parks Authority, Zoological Parks Authority und Rottnest Island Authority zur Department of Biodiversity, Conservation and Attractions, und operiert nun unter dieser Aufsicht.
Ihr unterstehen 315.904 Quadratkilometer Land, etwas größer als Polen, in Western Australia, was 9,5 % der Fläche Western Australias entspricht. Sie hatte 2017 15.797 registrierte Freiwillige, die auf 323 Projekte verteilt waren.

## Divisions
Parks and Wildlife ist in drei Divisions unterteilt, welche an jeweils eigenen Themengebieten arbeiten.

### Parks and Visitor Services
Die Parks and Visitors Division ist für Tourismus auf den Gebieten der Behörde zuständig.

### Regional and Fire Management Services
Die Regional and Fire Management Services Division setzt die Verpflichtungen des DBCAs in den einzelnen Naturschutzgebieten um. Sie arbeitet mit den Gemeinden, Organisationen und Freiwilligen zusammen. Sie organisiert außerdem ehrenamtliche Buschfeuer Brigaden.

### Conservation and Ecosystem Management
Die Conservation and Ecosystem Management Division ist für die Gesundheit von Ökosystemen sowie für die Forstverwaltung und Flüsse zuständig.